# Moncley
Moncley – miejscowość i gmina we Francji, w regionie Burgundia-Franche-Comté, w departamencie Doubs.
Według danych na rok 1990 gminę zamieszkiwało 221 osób, a gęstość zaludnienia wynosiła 28 osób/km² (wśród 1786 gmin Franche-Comté Moncley plasuje się na 526. miejscu pod względem liczby ludności, natomiast pod względem powierzchni na miejscu 573.).